# Nicholas F. Derera
Nicholas F. "Nick" Derera (5 de enero de 1919 - 7 de octubre de 2011) fue un agrónomo, ecólogo, botánico australiano. Realizó contribuciones a la "Encyclopedia of Australian Science".

## Biografía
Llegó de Hungría, con su esposa e hijo, a Australia como refugiados, en 1957. Posteriormente, comenzó a trabajar en la Estación Experimental del Gobierno de Nueva Gales del Sur, en Narrabri. Jugó un papel importante en el establecimiento de la creciente industria del algodón, demostrando la idoneidad de la tierra, seleccionando variedades e invitando a los productores de algodón estadounidenses para sentar las bases de la industria.
En 1995, patentó creaciones de variedades de Chamelaucium.

## Algunas publicaciones

### Libros
- 2000. Condiment Paprika: Breeding, Harvesting & Commercialisation ; a Report for the Rural Industries Research and Development Corporation. Proyecto RIRDC ASA-1A. Ed. 	RIRDC, 33 p. ISBN 0642581851, ISBN 9780642581853

- 1989. Preharvest field sprouting in cereals. Ed. CRC Press, 176 p. ISBN 0849368480, ISBN 9780849368486

## Honores
- La abreviatura «Derera» se emplea para indicar a Nicholas F. Derera como autoridad en la descripción y clasificación científica de los vegetales.[5]